# Complexe du Parque Central
Le  Complexe du Parque Central  est un développement de logement résidentiel, commercial, et culturel, construit par Centro Simón Bolívar et situé dans l'urbanisation du comté au centre de la ville de Caracas, Venezuela à côté de Paseo Vargas.
Cet ensemble se compose de cinq barres barres de logement de 44 étages ainsi que de deux tours jumelles de 56 étages. Ces dernières sont rapidement devenues une icône architecturale de Caracas. À partir de 1979, lorsque la tour occidentale a été ouverte, jusqu'en 2003, elles avaient le titre des gratte-ciel les plus grands en Amérique latine jusqu'à ce qu'elles aient été surpassés par Torre Mayor à Mexico. Aujourd'hui les tours centrales de Parque sont les gratte-ciel les plus grands de l'Amérique du Sud (à partir de 1979) et les deuxièmes plus grands en Amérique latine.
Quand le complexe a été finalement ouvert en 1983, on l'a considéré comme le plus important programme urbain en Amérique latine. Il comprend en effet 3 500 appartements, ainsi que des bureaux pouvant accueillir 16 000 employés. Le Parque Central a pu être comparé au complexe du Barbican de Londres, plus modeste, mais dont la mixité d'usages, la conception, ainsi que l'architecture présentent d'importantes similitudes avec le Parque Central. Les édifices du complexe reposent sur un immeuble faisant office de soubassement, et abritant divers équipements, tels qu'un musée, une piscine ainsi qu'un parking de 8 000 places. Cet immeuble-dalle est relié aux structures voisines grâce à des passerelles piétonnes et des prolongements qui permettent de franchir l'avenue Bolívar, voie très fréquentée. Le complexe du Parque Central est un point de référence à Caracas et son point de repère principal. Il loge beaucoup d'établissements culturels et gouvernementaux et se trouve à côté du secteur culturel des musées à Caracas.
Le 17 octobre 2004, une des deux tours prend feu du 34e au 44e étage.